# Asia League Ice Hockey 2017/2018
Asia League Ice Hockey 2017/2018 var den 15:e säsongen av Asia League Ice Hockey. Åtta lag från tre länder deltog och grundserien spelades i 28 omgångar. Grundserien spelades klar redan den 24 december. Därefter gjordes ett uppehåll på drygt två månader, på grund av de olympiska spelen i Sydkorea, innan slutspelet började.